# Albert Fiege
Albert Fiege (* 6. August 1921 in Glashütte; † 16. Juli 2016 in Hann. Münden) war ein deutscher Politiker (SPD).

## Leben und Beruf
Nach dem Volksschulabschluss besuchte Fiege die Gewerkschafts- und Heimvolkshochschule. Von 1939 bis 1945 nahm er als Soldat am Zweiten Weltkrieg teil, zuletzt als Offizier. Im Krieg wurde er verwundet und schwer kriegsbeschädigt. Er war Mitbegründer des Deutschen Gewerkschaftsbundes (DGB) in Hannoversch Münden und arbeitete zunächst ehrenamtlich. Seit 1952 arbeitete er hauptberuflich als Gewerkschaftsangestellter und wurde 1957 Vorsitzender des Deutschen Gewerkschaftsbundes (DGB) in Hann. Münden. Fiege war Vorsitzender der Arbeitsgemeinschaft Arbeit und Leben im Landkreis Münden.
Nach Auflösung des Landkreises Münden wurde er Angestellter des Deutschen Gewerkschaftsbundes im Landkreis Göttingen. Fiege war Mitglied des Aufsichtsrates der Niedersächsischen Landgesellschaft mbH sowie des Aufsichtsrates der Baugenossenschaft ›Wiederaufbau‹ eG Braunschweig.
Albert Fiege war verheiratet und hinterlässt fünf Kinder.

## Politik
Fiege trat 1950 in die SPD ein und wurde 1956 stellvertretender Vorsitzender des SPD-Unterbezirkes Göttingen. Er war zwischen 1956 und 1973 Kreistagsmitglied des Landkreises Münden und Fraktionsvorsitzender seiner Partei. Im Jahr 1973 wurde er in den Kreistag des neuen Landkreises Göttingen gewählt. Vom 6. Juni 1967 bis zum 20. Juni 1978 (6. bis 8. Wahlperiode) war er für den Wahlkreis Münden zum Mitglied des Niedersächsischen Landtages gewählt. Von 1976 bis 1993 amtierte er als Bürgermeister der Stadt Hannoversch Münden.

## Ehrungen
Im Juli 1973 wurde Albert Fiege für seine Verdienste das Verdienstkreuz 1. Klasse des Verdienstordens der Bundesrepublik Deutschland und im November 1987 der Verdienstorden 1. Klasse des Landes Niedersachsen verliehen.